# Pischtschanyj Brid (Nowoukrajinka)
Pischtschanyj Brid (ukrainisch Піщаний Брід; russisch Песчаный Брод Pestschany Brod) ist ein Dorf im Westen der ukrainischen Oblast Kirowohrad mit 2100 Einwohnern (2024).
Das 1859 am Ufer des Tschornyj Taschlyk gegründete Dorf liegt an den Territorialstraßen T–12–14 und T–15–04 17 km südöstlich vom ehemaligen Rajonzentrum Dobrowelytschkiwka und 40 km südöstlich von Kropywnyzkyj.

## Verwaltungsgliederung
Am 12. Juni 2020 wurde das Dorf zum Zentrum der neugegründeten Landgemeinde Pischtschanyj Brid (Піщанобрідська сільська громада/Pischtschanobridska silska hromada). Zu dieser zählen die 19 in der untenstehenden Tabelle aufgelisteten Dörfer, bis dahin bildete es zusammen mit den Dörfern Krykunka, Nowa Kowaliwka, Peremoha und Wesnjanka die gleichnamige Landratsgemeinde Pischtschanyj Brid (Піщанобрідська сільська рада/Pischtschanobridska silska rada) im Südosten des Rajons Dobrowelytschkiwka.
Am 17. Juli 2020 kam es im Zuge einer großen Rajonsreform zum Anschluss des Rajonsgebietes an den Rajon Nowoukrajinka.
Folgende Orte sind neben dem Hauptort Pischtschanyj Brid Teil der Gemeinde:
| Name                     | Name           | Name                                   |
| ukrainisch transkribiert | ukrainisch     | russisch                               |
| ------------------------ | -------------- | -------------------------------------- |
| Hlynjane                 | Глиняне        | Глиняное (Glinjanoje)                  |
| Jakymiwka                | Якимівка       | Акимовка (Akimowka)                    |
| Kokolowe                 | Коколове       | Коколово (Kokolowo)                    |
| Krykunka                 | Крикунка       | Крикунка (Krikunka)                    |
| Kyryliwka                | Кирилівка      | Кирилловка (Kirillowka)                |
| Ljubomyrka               | Любомирка      | Любомирка (Ljubomirka)                 |
| Mischkolodjaschne        | Міжколодяжне   | Межколодежное (Meschkolodeschnoje)     |
| Mykilske                 | Микільське     | Никольское (Nikolskoje)                |
| Mykolajiwka              | Миколаївка     | Николаевка (Nikolajewka)               |
| Nowa Kowaliwka           | Нова Ковалівка | Новая Ковалёвка (Nowaja Kowaljowka)    |
| Nowohlynjane             | Новоглиняне    | Новоглиняное (Nowoglinjanoje)          |
| Nowopetriwka             | Новопетрівка   | Новопетровка (Nowopetrowka)            |
| Oleksijiwka              | Олексіївка     | Алексеевка (Aleksejewka)               |
| Peremoha                 | Перемога       | Перемога (Peremoga)                    |
| Pertschunowe             | Перчунове      | Перчуново (Pertschunowo)               |
| Smilywe                  | Сміливе        | Смеливое (Smeliwoje)                   |
| Tscherwona Poljana       | Червона Поляна | Червоная Поляна (Tscherwonaja Poljana) |
| Wesnjanka                | Веснянка       | Веснянка                               |
| Wiknjane                 | Вікняне        | Окняное (Oknjanoje)                    |

## Persönlichkeiten
Im Dorf kam 1892 die ukrainische Anarchistin und Partnerin von Nestor Machno Galina Agafja Andrejewna Kusmenko zur Welt.